# Lasioglossum zamoranicum
Lasioglossum zamoranicum är en biart som först beskrevs av Cockerell 1949.  Lasioglossum zamoranicum ingår i släktet smalbin, och familjen vägbin. Inga underarter finns listade i Catalogue of Life.